# Les Hôpitaux-Vieux
Les Hôpitaux-Vieux ist eine französische Gemeinde mit 463 Einwohnern (Stand: 1. Januar 2022) im Département Doubs in der Region Bourgogne-Franche-Comté.

## Geographie
Les Hôpitaux-Vieux liegt auf 1032 m über dem Meeresspiegel, etwa 13 Kilometer südlich der Stadt Pontarlier (Luftlinie). Das Dorf erstreckt sich im Jura, in einer Talmulde im Quellgebiet des Bief Bleu, am Westfuß des Höhenrückens des Mont de l’Herba, nahe dem Col de Jougne und der Grenze zur Schweiz.
Die Fläche des 14,21 km² großen Gemeindegebiets umfasst einen Abschnitt des französischen Juras. Der südwestliche Teil des Gebietes wird von der Talmulde von Les Hôpitaux-Vieux eingenommen, in welcher der Bief Bleu entspringt. Er sorgt für die Entwässerung nach Südwesten zum Rouge Bief und damit zum Doubs. Im äußersten Südwesten reicht der Gemeindeboden auf den Hügel Miroir (1114 m). 
Die westliche Abgrenzung bildet die Combe du Grand Essart, die einer wichtigen Verwerfungslinie quer durch den Jura folgt. Von dieser Talfurche und der Mulde von Les Hôpitaux-Vieux erstreckt sich das Gemeindeareal nach Osten auf die angrenzenden Höhenrücken von Crêt du Vourbey (1223 m) und Mont de l’Herba, auf dem mit 1303 m die höchste Erhebung von Les Hôpitaux-Vieux erreicht wird. Nach Osten zur bereits in der Schweiz liegenden Hochfläche von L’Auberson hin öffnet sich die Combe du Voirnon. Das Gebiet zeigt ein lockeres Gefüge von Weideland und Waldflächen. Es weist keine oberirdischen Fließgewässer auf, weil das Niederschlagswasser im verkarsteten Untergrund versickert.
Nachbargemeinden von Les Hôpitaux-Vieux sind Jougne und Les Hôpitaux-Neufs im Süden, Touillon-et-Loutelet und Montperreux im Westen, La Cluse-et-Mijoux und Les Fourgs im Norden sowie die schweizerischen Gemeinden Sainte-Croix und Baulmes im Osten.

## Geschichte
Der Ursprung der heutigen Siedlung geht auf ein Hospital zurück, das Jean de Chalon im Jahr 1282 gründete. In einer Urkunde von 1393 wird erstmals zwischen Hôpital-Viel und dem benachbarten Hôpital-Neuf unterschieden. Seit dem Mittelalter gehörte das Dorf zur Herrschaft Joux, welche den Verkehrsweg von Pontarlier über den Col de Jougne in die Schweiz kontrollierte. Während des Dreißigjährigen Krieges wurde es fast vollständig zerstört. Zusammen mit der Franche-Comté gelangte Les Hôpitaux-Vieux mit dem Frieden von Nimwegen 1678 an Frankreich. Les Hôpitaux-Vieux ist Verwaltungssitz des 2016 gegründeten Gemeindeverbandes Lacs et Montagnes du Haut-Doubs.

## Sehenswürdigkeiten
Die Kapelle Sainte-Philomène wurde 1835 erbaut, während das Gemeindehaus (Mairie) von 1826 stammt. Im Ortskern sowie in der Umgebung des Dorfes sind verschiedene Bauernhäuser im traditionellen Stil des Haut-Doubs erhalten.

## Bevölkerung
| Jahr                       | 1962 | 1968 | 1975 | 1982 | 1990 | 1999 | 2006 | 2016 |
| Einwohner                  | 162  | 141  | 140  | 170  | 245  | 257  | 332  | 441  |
| Quellen: Cassini und INSEE |      |      |      |      |      |      |      |      |

Mit 463 Einwohnern (1. Januar 2022) gehört Les Hôpitaux-Vieux zu den kleinen Gemeinden des Départements Doubs. Nachdem die Einwohnerzahl in der ersten Hälfte des 20. Jahrhunderts markant abgenommen hatte (1886 wurden noch 322 Personen gezählt), wurde seit Mitte der 1970er Jahre wieder ein deutliches Bevölkerungswachstum verzeichnet.

## Wirtschaft und Infrastruktur
Les Hôpitaux-Vieux war lange Zeit ein vorwiegend durch die Landwirtschaft, insbesondere Milchwirtschaft und Viehzucht, sowie durch die Forstwirtschaft geprägtes Dorf. Daneben gibt es heute einige Betriebe des lokalen Kleingewerbes. Mittlerweile hat sich das Dorf auch zu einer Wohngemeinde gewandelt. Viele Erwerbstätige sind Wegpendler, die in den größeren Ortschaften der Umgebung und als Grenzgänger in der Schweiz ihrer Arbeit nachgehen.
Seit den 1960er Jahren, als das Gebiet um Morond und Mont d’Or zu einem wichtigen Wintersportgebiet des französischen Juras ausgebaut wurde, profitiert auch Les Hôpitaux-Vieux vom Tourismus. Es ist hauptsächlich auf den Wintertourismus (insbesondere Skilanglauf) ausgerichtet.
Die Ortschaft ist verkehrstechnisch gut erschlossen. Sie liegt an der Hauptstraße N57, die von Pontarlier über den Col de Jougne nach Vallorbe führt. Der Dorfkern ist heute durch eine vierspurige Umgehungsstraße vom Durchgangsverkehr entlastet. Eine weitere Straßenverbindung besteht mit Les Fourgs.